# Enciklopedija
Enciklopedíja je (knjižno) delo, ki daje zaokrožen pregled vse človeške vednosti, povzetek informacij z različnih spoznavnih področij. Enciklopedije so sestavljene iz geselskih člankov, ki so razporejeni po abecedi in so po navadi daljši in podrobnejši od tistih v leksikonih in slovarjih, iz katerih so se v 17. oziroma 18. stoletju tudi razvile. Po zgradbi se močno razlikujejo, saj je slovar jezikoslovno delo, medtem ko se enciklopedija osredotoča na predmet ali disciplino. Posredovana so tudi dodatna gradiva, ki izboljšujejo generalno razumevanje teme, gradiva, ki še povečujejo kvaliteto znanja ali ponudijo gradivo, ki je bolj znanstveno v razlagi. Enciklopedije, kot jih poznamo, so predvsem globalni odziv na obsežno in revolucionalno vlogo enciklopedij pri izobraževanju mladih in starih v zadnjih 300 letih v Evropi.

## Zgodovina
Beseda enciklopedija izvira iz stare grščine, kjer starogrško ἐγκυκλοπαιδεία: enkyklopaidéia pomeni zaokrožena vzgoja. Zložena je iz starogrško ἔγκυκλος »okrogel, zaokrožen« (iz κύκλος »krog«) in παιδεία »vzgoja« iz (παῖς »otrok, deček«). V antični Grčiji je označevala zaokroženo znanje o znanosti in umetnosti, ki so ga imeli za pogoj splošne razgledanosti.

### Antika
Enciklopedije obstajajo okoli 2000 let, najstarejša še obstoječa je Historia Naturalis, napisana okoli leta 77, avtor pa je Plinij Starejši. Delo je sestavljeno iz 37 poglavij, ki obsegajo zgodovino, geografijo, geologijo, medicino itd. Njegovo delo je bilo klasičen rokopis, ki je ostal priljubljen vir informacij v romanskem svetu, predvsem na področju umetnosti, tehnologije in tehnike. Delo pa je bilo pomembno tudi na področju botanike, geologije idr. Podobno delo je napisal tudi Marcus Terentius Varro.

### Srednji vek
V srednjem veku je najbolj znana enciklopedija Etymologiae avtorja Izidor Seviljski, napisana okoli leta 630, ki obsega 448 poglavij in 20 zvezkov. V njegovem delu je zbrano veliko materiala za poučevanje v tistem času, tako starodavnega kot tudi sodobnega/modernega. Na njegovi osnovi je nadaljeval delo karolinški učenjak in teolog Hraban Maver.
Bartholomeus Anglicus (1240) je bilo najbolj brano delo v visokem srednjem veku, medtem ko je bilo delo Speculum Majus (1260) avtorja Vincenta Beauvaisa najpomembnejše v poznem srednjem veku.

### Arabski svetinPerzija
Zgodnje muslimanske zbirke vključujejo veliko celovitih del in med pomembnejšimi je enciklopedija znanosti, katere avtor je Abu Bakr al-Razi in pa enciklopedija medicine, ki je bila uveljavljena še stoletja. Pomemben prispevek pa so z delom Univerzalna zgodovina (ali sociologija) naredili naslednji trije avtorji: Asharites, al-Tabri in al-Masudi. Dela so neprecenljiva predvsem zaradi islamske prakse, ki je poudarjala metodo raziskovanja in točno preverjanje virov. Obsežno enciklopedijo vsega takratnega znanja je sestavila tudi Bratovščina Čistosti v 10. stoletju v današnjem Iraku.

### Kitajska
Največje in najpomembnejše enciklopedično delo v kitajski zgodovini je nastalo v obdobju dinastije Song (960–1279) in se imenuje Four Great Books of Song. Naslednje pomembnejše delo, ki ga je napisal znanstvenik in državnik Shen Kuo, je bilo Dream Pool Essays. Najobsežnejše delo, ki je bilo končano leta 1408, in je obsegalo več kot 370 milijonov pismenk pa se imenuje Youngle Encyclopedia.

### 17.-19. stoletje
Prvi dve enciklopediji, ki sta po izgledu podobni današnjim, sta Cyclopaedia ali Univerzalni slovar umetnosti in znanosti (1728) in Encyclopédie avtorjev Denisa Diderota in Jeana le Ronda d'Alemberta. V več izdajah pa se je pojavila tudi Encyclopaedia Britannica. Enciklopedije so imele velik vpliv tudi na razvoj družbe, zlasti velika francoska enciklopedija (L'Encyclopédie). Delo je spodbujalo gibanja, ki so sprožila francosko revolucijo. Nakup knjige je nudil pomembno oporo izobraževanju mladega šolarja in študenta, starejšim pa omogočil stik z znanjem, ki je znatno presegalo obrt ali razgledanost povprečnega nešolanega meščana.

### 20. stoletje
Prvi dve bolj popularni enciklopediji sta se pojavili leta 1920 in se imenujeta Harmsworth's Universal Encyclopaedia in the Children's Encyclopaedia. Več izdanih enciklopedij se je v Veliki Britaniji pojavilo predvsem v letih 1950 in 1960, med najbolj znanimi sta bili World Book in Funk and Wagnalls. V drugi polovici 20. stoletja pa so bile pomembne predvsem enciklopedije, ki so se osredotočale na pomembnejše teme. Takšni sta na primer enciklopediji filozofije in ekonomije, ki pa sta za svojo izdelavo potrebovali tudi veliko raziskovalnega dela.
Pomemben inovator na področju enciklopedij je bil Douglas Adams, ki je na zgodnjem ogrodju interneta želel ustvariti interaktivno enciklopedijo Štoparski vodič, ki bi delovala podobno kot je delovala knjiga z njegove knjižne uspešnice. Projekt ni bil gospodarsko uspešen, prav tako ni bil dovolj podprt s strani investitorjev, a je bil pomemben vizionarski korak v prihodnost. Največja pridobitev konca 20. stoletja pa so bile enciklopedije na CD-ROMih, katerih posebnosti so bila gesla, ki so vsebovala tudi zvočne in video datoteke. Pomembni predstavnik take enciklopedije je Microsoft Encarta, izdana med letoma 1993 in 2009, pomisleki digitalne enciklopedije se kažejo, saj je digitalna enciklopedija z regionalnimi izdajami ponujala pomembne razlike tako v zgodovini kot vsebini.

### 21. stoletje
V 21. stoletju se enciklopedije pojavljajo predvsem v elektronskih oblikah in pogosto brezplačno. Takšni sta npr. Wikipedija in Citizendium. Prednost spletnih enciklopedij je v tem, da je iskanje gesel veliko lažje, saj je omogočeno iskanje po ključnih besedah. Težave s spletnimi enciklopedijami so predvsem v razumevanju lokalne in globalne zgodovine ter vzrokov za konflikte v katerih so družbe vstopale. Nacionalna zgodovinopisja ne stremijo vedno k objektivnem zgodovinopisju, še posebej ne, ko opisujejo svetovne ali regijske dogodke, kjer so vpleteni različni gospodarski interesi. Podobno je tudi z geografijo, politiko, družbenimi aktivisti in vprašanji etike. Wikipedija na mnogih področjih deluje pod kritiko takšnih ali drugačnih interesov in vplivov, sporna so tudi prevajanja člankov, če citirajo mnenja samo z enega polja strokovno razdrobljene javnosti.

## Vrste enciklopedij
- splošne (vsebujejo geselske članke z različnih področij, npr. L'Encyclopédie in Encyclopædia Britannica)
- omejene na posamezno področje (enciklopedija astronomije, filozofije, medicine, vojaštva (npr. Vojna enciklopedija), ipd.)
- obravnavajo širše področje (kulturno ali narodno področje, npr. Velika sovjetska enciklopedija in Enciklopedija Slovenije)

### Wikipedija
Nova vrsta enciklopedije je Wikipedija, ki uporablja sodobno informacijsko tehnologijo in možnosti svetovnega spleta za kooperativno gradnjo baze znanja. Bistveni element programske tehnologije je zamisel hiperteksta in celotna zamisel sodelovalnega urejanja. Pri Wikipediji ni nova le tehnična izvedba enciklopedije, ampak tudi preizkus nove diskurzivne forme. Hipertekst, sistem povezav in večpredstavnostne vsebine so pomembno spremenili dostop do informacij za vse bralce. Pomembni pomisleki glede kognitivnih funkcij učencev tako zaznamujejo nadaljnje premisleke o pomenu enciklopedij za uporabo v pedagoških in nepedagoških procesih.

## Spletne enciklopedije
- Citizendium
- Conservapedia
- Wikipedija
- Enciklopedija Britannica